# Coleophora galligena
Coleophora galligena é uma espécie de mariposa do gênero Coleophora pertencente à família Coleophoridae.